# Robin Ramírez
Robin Ariel Ramírez González (Ciudad del Este, 11 de noviembre de 1989) es un futbolista paraguayo. Juega de delantero. Actualmente milita en el Atlántida de la Tercera División de Paraguay.

## Trayectoria

### Inicios
Se inició en las formativas del club Libertad a la edad de 14 años, y pasó por todas las categorías con mucho éxito.
En el año 2005, con apenas 15 años, ya alternaba en las categorías sub-16, sub-17 y sub-18, siendo campeón con todas ellas. Al año siguiente fue tenido en cuenta para la sub-19, sub-20 y en algunos partidos de la reserva, con igual suceso.
Delantero veloz, movedizo, endiablado, con movimientos similares a los de Nelson Pipino Cuevas, quizás sin tanta gambeta pero con una contextura física similar, Robin comenzaba a destacarse, además, por su versatilidad.
Podía actuar de delantero neto, segunda punta, volante con llegada o hasta de carrilero por derecha, otorgando muchas opciones a sus entrenadores. Justamente sus movimientos sin pelota, su posicionamiento, sus diagonales, triangulaciones y búsqueda de espacios vacíos son de sus mayores virtudes. Además, se destaca por ser un jugador sacrificado, que aporta en la marca y presiona a los defensores rivales.
Sin embargo, pese a sus escasos 1.71 metros, desde muy pequeño Robin ha tenido un especial romance con el gol. Con 17 años fue máximo anotador en la categoría Sub-19 en el año 2007, con 23 conquistas. En 2008 alternó entre la sub-19, sub-20 y la Reserva.

### Rubio Ñu
En enero de 2010, fue cedido a Rubio Ñu en busca de mayores oportunidades para jugar. Anotó su primer gol en Primera División el 30 de julio de 2010 ante Olimpia, en el marco de la tercera fecha del torneo Clausura.
En junio de 2011, tras convertirse en el goleador del equipo albiverde con 12 tantos durante el torneo Apertura, fue el goleador del campeonato. Retornó al equipo dueño original de su ficha, Libertad.

### Deportes Tolima
En enero de 2012 entra a militar a las filas del Deportes Tolima en el cual fue goleador del torneo apertura con 13, en 2012 fue vendido al Club Universidad Nacional de México en 1.5 millones de dólares.

### Pumas UNAM
Marcó su primer gol como " Puma " en el torneo de copa en el que Pumas ganó por 5-1 al Mérida.

### Millonarios y Cali
El 28 de noviembre de 2013, fue anunciado como nuevo fichaje de Millonarios F.C., en la primera división del Fútbol Profesional Colombiano.
Pero pasando el tiempo, el equipo millonarios, dice no haber llegado a un acuerdo. El Deportivo Cali confirma el 6 de diciembre de 2013, un contrato con el equipo de la ciudad de Cali.
Tras su debut con el onceno Verdiblanco frente al Atlético Nacional por la final de la Superliga 2014 Colombiana Robin Ramírez marca dos goles con los cuales le da la victoria al equipo de Leonel Álvarez 2-1 Frente Atlético Nacional.

### Deportes Tolima (segunda etapa)
Para el 2015 vuelve como jugador del Deportes Tolima esperando ser el mismo goleador como lo hizo en el Torneo Apertura 2012 y para afontar la Liga Águila, Copa Colombia, y Copa Sudamericana 2015.

### Nacional y vuelta al fútbol paraguayo
El 31 de diciembre de 2015 se confirma que Robin será nuevo jugador de la Academia de cara a la temporada 2016, concretando así su retorno al fútbol paraguayo luego de 5 años.

### Deportivo Pasto
En julio de 2017 vuelve a Colombia al Deportivo Pasto de la Categoría Primera A. El 6 de agosto le da la victoria por la mínima a su club frente al América de Cali entrando el segundo tiempo, vuelve a darle la victoria a su club por la mínima el 19 de agosto sobre el Independiente Medellín.

### Deportes Tolima (tercera etapa)
En el año 2018 vuelve por tercera vez al equipo pijao del Fútbol Profesional colombiano.

## Selección nacional
El Sudamericano Sub-20 de Venezuela, disputado entre enero y febrero de 2009, significó el debut absoluto de Robin Ramírez con las selecciones paraguayas en partidos oficiales, ya que no integró anteriores nóminas para torneos Sub-15 y Sub-17.
Luego de marcarle un gol a Uruguay en su segunda presentación, Robin acaparó la atención con sus tres tantos anotados a Bolivia en la cuarta jornada de la primera fase. Y más el que le anotó a Venezuela, ya por la etapa decisiva, acumuló su quinta diana con la cual se convirtió a la postre en uno de los máximos artilleros del torneo, en el que además su equipo fue subcampeón.
Más tarde, en septiembre, Robin fue convocado nuevamente, esta vez para competir en la Copa Mundial de Fútbol Sub-20 de 2009.

### Goles en la selección
| Resultados | Resultados | Resultados | Resultados | Lugar  | Estadio                  | Fecha                   | Hora       | Tipo     | Gol(es) |
| ---------- | ---------- | ---------- | ---------- | ------ | ------------------------ | ----------------------- | ---------- | -------- | ------- |
| Paraguay   | 2          | 0          | Panamá     | Panamá | Estadio Rommel Fernández | 3 de septiembre de 2011 | 8:15 p. m. | Amistoso | 1 gol   |

## Clubes
| Club                    | País      | Año               |
| ----------------------- | --------- | ----------------- |
| Libertad                | Paraguay  | 2009              |
| Rubio Ñu                | Paraguay  | 2010 - 2011       |
| Libertad                | Paraguay  | 2011              |
| Deportes Tolima         | Colombia  | 2012              |
| Pumas UNAM              | México    | 2013              |
| Deportivo Cali          | Colombia  | 2014              |
| Deportes Tolima         | Colombia  | 2015              |
| Nacional                | Paraguay  | 2016              |
| Atlético de Rafaela     | Argentina | 2016 - 2017       |
| Deportivo Pasto         | Colombia  | 2017              |
| Deportes Tolima         | Colombia  | 2018              |
| River Plate             | Paraguay  | 2019              |
| Sportivo Iteño          | Paraguay  | 2021              |
| Independiente Petrolero | Bolivia   | 2022 - 2023       |
| Atlántida               | Paraguay  | 2024 - Actualidad |

## Estadísticas
| Club                                   | Div                 | Temporada           | Liga  | Liga  | Copa Nacional | Copa Nacional | Copa Internacional | Copa Internacional | Total | Total | Prom. · |
| Club                                   | Div                 | Temporada           | Part. | Goles | Part.         | Goles         | Part.              | Goles              | Part. | Goles | Prom. · |
| -------------------------------------- | ------------------- | ------------------- | ----- | ----- | ------------- | ------------- | ------------------ | ------------------ | ----- | ----- | ------- |
| Libertad Paraguay                      | 1.ª                 | 2009                | 3     | 0     | 0             | 0             | -                  | -                  | 3     | 0     | 0,00    |
| Libertad Paraguay                      | Total               | Total               | 3     | 0     | 0             | 0             | 0                  | 0                  | 3     | 0     | 0,0     |
| Rubio Ñu Paraguay                      | 1.ª                 | 2010                | 28    | 3     | 0             | 0             | -                  | -                  | 28    | 3     | 0,10    |
| Rubio Ñu Paraguay                      | 1.ª                 | 2011                | 20    | 12    | 0             | 0             | -                  | -                  | 20    | 12    | 0,60    |
| Rubio Ñu Paraguay                      | Total               | Total               | 48    | 15    | 0             | 0             | 0                  | 0                  | 48    | 15    | 0,31    |
| Libertad Paraguay                      | 1.ª                 | 2011                | 19    | 4     | 0             | 0             | 5                  | 1                  | 24    | 5     | 0,20    |
| Libertad Paraguay                      | Total               | Total               | 19    | 4     | 0             | 0             | 5                  | 1                  | 24    | 5     | 0,20    |
| Deportes Tolima · Colombia             | 1.ª                 | 2012                | 41    | 20    | 1             | 1             | 4                  | 2                  | 46    | 23    | 0,50    |
| Deportes Tolima · Colombia             | Total               | Total               | 41    | 20    | 1             | 1             | 4                  | 2                  | 46    | 23    | 0,50    |
| Pumas UNAM · México                    | 1.ª                 | 2012-13             | 19    | 3     | 4             | 1             | -                  | -                  | 23    | 4     | 0,17    |
| Pumas UNAM · México                    | 1.ª                 | 2013                | 9     | 0     | 6             | 1             | -                  | -                  | 15    | 1     | 0,06    |
| Pumas UNAM · México                    | Total               | Total               | 28    | 3     | 10            | 2             | 0                  | 0                  | 38    | 5     | 0,13    |
| Deportivo Cali · Colombia              | 1.ª                 | 2014                | 14    | 3     | 10            | 2             | 7                  | 0                  | 31    | 5     | 0,16    |
| Deportivo Cali · Colombia              | Total               | Total               | 14    | 3     | 10            | 2             | 7                  | 0                  | 31    | 5     | 0,16    |
| Deportes Tolima · Colombia             | 1.ª                 | 2015                | 29    | 8     | 3             | 1             | 3                  | 0                  | 35    | 9     | 0,25    |
| Deportes Tolima · Colombia             | Total               | Total               | 29    | 8     | 3             | 1             | 3                  | 0                  | 35    | 9     | 0,25    |
| Nacional Paraguay                      | 1.ª                 | 2016                | 21    | 3     | 0             | 0             | -                  | -                  | 21    | 3     | 0,14    |
| Nacional Paraguay                      | Total               | Total               | 21    | 3     | 0             | 0             | 0                  | 0                  | 21    | 3     | 0,14    |
| Atlético de Rafaela Argentina          | 1.ª                 | 2016-17             | 13    | 0     | 1             | 1             | -                  | -                  | 14    | 1     | 0,07    |
| Atlético de Rafaela Argentina          | Total               | Total               | 13    | 0     | 1             | 1             | 0                  | 0                  | 14    | 1     | 0,07    |
| Deportivo Pasto · Colombia             | 1.ª                 | 2017                | 18    | 4     | 2             | 0             | -                  | -                  | 20    | 4     | 0,20    |
| Deportivo Pasto · Colombia             | Total               | Total               | 18    | 4     | 2             | 0             | 0                  | 0                  | 20    | 4     | 0,20    |
| Deportes Tolima · Colombia             | 1.ª                 | 2018                | 17    | 1     | 2             | 0             | -                  | -                  | 19    | 1     | 0,07    |
| Deportes Tolima · Colombia             | Total               | Total               | 17    | 1     | 2             | 0             | 0                  | 0                  | 19    | 1     | 0,07    |
| River Plate Paraguay                   | 1.ª                 | 2019                | 34    | 5     | 0             | 1             | 0                  | 0                  | 0     | 0     | 0,06    |
| River Plate Paraguay                   | 1.ª                 | 2020                | 12    | 1     | 0             | 1             | 0                  | 0                  | 0     | 0     | 0,17    |
| River Plate Paraguay                   | Total               | Total               | 46    | 6     | 0             | 0             | 0                  | 0                  | 0     | 0     | -       |
| Club Independiente Petrolero · Bolivia | 1.ª                 | 2021                | 0     | 0     | 0             | 0             | 0                  | 0                  | 0     | 0     | 0,17    |
| Club Independiente Petrolero · Bolivia | 1.ª                 | 2022                | 0     | 0     | 0             | 0             | 0                  | 0                  | 0     | 0     | 0,06    |
| Club Independiente Petrolero · Bolivia | Total               | Total               | 0     | 0     | 0             | 0             | 0                  | 0                  | 0     | 0     | -       |
| Total en su carrera                    | Total en su carrera | Total en su carrera | 248   | 67    | 29            | 7             | 19                 | 3                  | 296   | 77    | 0,26    |

## Palmarés

### Campeonatos nacionales
| Título                | Club            | Sede     | Año  |
| --------------------- | --------------- | -------- | ---- |
| Superliga de Colombia | Deportivo Cali  | Medellín | 2014 |
| Torneo Apertura       | Deportes Tolima | Colombia | 2018 |

### Distinciones individuales
| Título                 | Club            | País     | Año  |
| ---------------------- | --------------- | -------- | ---- |
| Goleador Liga Postobon | Deportes Tolima | Colombia | 2012 |